# Jakubsonia
Jakubsonia is een geslacht van uitgestorven vroege tetrapoden uit het Laat-Devoon van Rusland. 
De typesoort Jakubsonia livnensis werd in 2004 beschreven en benoemd door Lebedew. De geslachtsnaam eert O.L. Jakubson, een vrijwilliger van het natuurhistorisch museum van Livny, die aan de opgravingen met enthousiasme meedeed. De soortaanduiding verwijst naar de herkomst uit de groeve van Gornostajewka, ten zuidwesten van Livny.
Het holotype is PIN 2657/346, een schedeldak. Schedelbeenderen, een angulare, een schoudergordel en een linkerdijbeen zijn aan de soort toegewezen.